# دیوید موسلبز
داویت ولادیمیروویچ موسُلبِز (به روسی: Давид Владимирович Мусульбес) (زادهٔ ۲۸ مه ۱۹۷۲) کشتی‌گیر پیشین آسی‌تبار است که در دستهٔ فوق‌ سنگین‌وزن کشتی آزاد تا سال ۲۰۰۴ برای تیم ملی روسیه و در سال ۲۰۰۸ برای اسلواکی رقابت کرد. موسلبز برندهٔ یک مدال طلا (۲۰۰۰ سیدنی) و یک نقره (۲۰۰۸ پکن) از بازی‌های المپیک و نیز برندهٔ دو مدال طلا (۲۰۰۱، ۲۰۰۲) و دو برنز (۱۹۹۴، ۱۹۹۷) از مسابقات قهرمانی کشتی جهان است. او همچنین قهرمان شش دورهٔ مسابقات قهرمانی کشتی اروپا از سال ۱۹۹۵ تا ۲۰۰۸ است.
موسلبز در المپیک ۲۰۰۰ سیدنی برای روسیه مدال طلا و در المپیک ۲۰۰۸ پکن نیز در سن ۳۶ سالگی برای اسلواکی مدال نقره گرفته و در سال‌های ۲۰۰۱ و ۲۰۰۲ نیز قهرمان جهان شده است. او همچنین ۶ مدال طلای قهرمانی اروپا (۱۹۹۵، ۱۹۹۷، ۲۰۰۱، ۲۰۰۲، ۲۰۰۳ و ۲۰۰۸) و ۴ مدال طلای قهرمانی روسیه را نیز در فهرست افتخارات خود دارد. او در المپیک پکن صاحب مدال برنز شد ولی بعد ها دوپینگ آرتور تایمازوف مثبت اعلام شد مدال برنز دیوید موسلبز به نقره تبدیل شد به عقیده برخی از کارشناسان کشتی موسلبز در دوران اوج برترین و صاحب سبکترین سنگین وزن تاریخ بود همچنین او در میان کشتی گیران سنگین وزن دنیا بیشترین پیروزی را مقابل آرتور تایمازوف بدست آورده است، در مجموع از شش کشتی که با آرتور تایمازوف گرفته است پنج بار را پیروز از تشک خارج شده است و فقط در المپیک پکن مقابل آرتور تایمازوف شکست خورد که بعدها با مثبت شدن تست دوپینگ تایمازوف عملاً آن شکست تبدیل به پیروزی شد.
موسلبز در فصل ۱۳۸۷ برای تیم صدرای زیرآب در لیگ برتر کشتی آزاد ایران مسابقه می‌داد..